# Poicha
Poicha fou un estat tributari protegit del grup de Pandu Mehwas a l'agència de Rewa Kantha, presidència de Bombai. La superfície era de 8 o 9 km² i tenia 6 propietaris tributaris. Els ingressos s'estimaven el 1882 en 245 lliures i el tribut era de 150 lliures pagades al Gaikwar de Baroda. Estava situat a la vora del riu Mahi entre Kanora i Bhadarwa.